# Lazarina
Lazarina ou pica-pau é um tipo de espingarda de pequeno calibre e cano único, usado no Nordeste por sertanejos para a caça de aves de pequeno porte.
A arma começou a ser fabricada em Braga no século XVIII em São Lázaro por um espingardeiro italiano de nome Lazarino Cominazzo.
Estas armas tiveram grande expansão em África e Brasil. Foram copiadas por uma fábrica Belga e vendidas aos nativos das possessões portuguesas. As armas originais eram destinadas aos colonos europeus, por serem de melhor qualidade e segurança.
Essa arma é citada em obras da literatura brasileira, como Os Sertões, São Bernardo e Grande Sertão: Veredas.